# Esotropia essenziale infantile
L'esotropia essenziale infantile  è un disturbo della visione binoculare caratterizzato dalla deviazione verso l'interno di uno od entrambi gli occhi. Tale anomalia rientra nelle forme di strabismo. 

## Storia
Nel 1988, l'oftalmologo Americano Gunter K. Von Noorden aveva per primo descritto un caso di esotropia essenziale infantile, elencando . Helveston nel 1993 sullo studio di Von Noorden ha perfezionato l'elenco delle caratteristiche di tale anomalia oculistica.

## Epidemiologia
Si manifesta nell'età infantile e precisamente entro il sesto mese.

## Terapie
Oltre alla cura di eventi quali nistagmo latente, ipermetropia e ambliopia, il trattamento è chirurgico e avviene tramite recessione dei muscoli mediali, con il quale si indeboliscono, e se successivamente si riscontra ancora un residuo di esotropia si può optare per la resezione. 
Recenti studi medici stanno cercando di comprendere se al precoce intervento corrisponde un intervento definitivo.